# Карликовый батис
Карликовый батис (лат. Batis perkeo) — вид воробьиных птиц из семейства сережкоглазок. Подвидов не выделяют.

## Распространение
Обитают в саваннах на северо-востоке Африки на территории Южного Судана, Эфиопии, Сомали, Уганды, Кении и Танзании.

## Описание
Очень небольшие птички: длина тела 8—9 см, вес 5—9 г. Окрашены контрастно в чёрный, серый и белый (и иногда рыжий) цвета. Клюв и ноги чёрные.
У самца лоб, макушка и спинка голубовато-серые, короткая белая полоса сбоку на лбу, контрастирующая с чёрной маской; крылья и хвост глянцево-чёрные, белые пятна на крупе. Нижняя сторона тела белая, чёрный нагрудник, несколько чёрных пятен по бокам, чёрные подкрылья; лимонно-желтая с темно-бордовым внешним ободком радужная оболочка; клюв и ноги чёрные. Самка сверху бледнее и более коричневатого цвета, чем самец, с ржавым или желтоватым оттенком в области белых «бровей», горла и шеи (у некоторых), на груди рыжая или желтоватая (не очень насыщенного окраса) полоса передника, кроющие перья крыла могут быть белыми или с рыжеватым оттенком.

## Биология
Насекомоядны. Питаются, например, мелкими жуками (Coleoptera).